# 六羰基丙二硫醇二铁
六羰基丙二硫醇二铁是一种有机铁化合物，化学式为Fe2(S2C3H6)(CO)6。它是红色抗磁性的固体。它是具有6个末端羰基配体结构的化合物，是氢化酶模拟物的前体。
该化合物可由1,3-丙二硫醇和十二羰基三铁的反应制得： 
2 Fe3(CO)12 +  3 C3H6(SH)2   →   3 Fe2(S2C3H6)(CO)6  +  3 H2 +  6 CO
化合物中的CO配体可以被氰基、膦类、异腈、N-杂环卡宾及其它供体配体取代。单取代的乙腈配合物可以原位生成。
用紫外光照射Fe2(S2C3H6)(CO)6，CO光解，生成短暂的不饱和物种中间体，紧接着得到溶剂加合物。